# 芦屋水練学校
芦屋水練学校（あしやすいれんがっこう）は兵庫県芦屋市で、小中学校の夏休み期間に合わせて開催されている水泳教室。

## 概要
1949年、オリンピック選手であった高石勝男が「国民皆泳」「水難事故防止」「低年齢層からの水泳選手強化」を掲げて、芦屋市・芦屋市教育委員会などの協力を得て、芦屋市に設立した。
当初は海水浴場であった芦屋浜で開催していたが、1964年（昭和39年、第16回）の海水浴場閉鎖に伴い、市内の各学校のプールでの実施を経て、1966年（昭和41年、第18回）から芦屋市民プール（朝日ヶ丘公園水泳プール）で開催している。

## 指導内容
クロール、背泳ぎ、平泳ぎ、バタフライの競泳4泳法を中心に、上級クラスでは日本泳法（小池流）を教授している。
全課程を修了し、卒業試験に合格すると、指導者になることができる。

## 運営
NPO法人芦屋水練学校が運営し、同校の卒業生からなる「水友会」の会員が指導に当たっている。